# 柳澤久
- 柳沢久

柳澤 久（やなぎさわ ひさし、1947年7月23日 - ）は、日本の柔道家。長野県篠ノ井町（現・長野市篠ノ井）生まれ。
永年に渡り女子柔道の指導者として活躍し、実力も知名度も無かった日本の女子柔道界の道を1980年代以降に切り拓いたパイオニアとして知られている。
三井住友海上火災保険女子柔道部を立ち上げ、監督としてアトランタオリンピックで恵本裕子を女子柔道初の金メダリストにした功績は大きい。
段位は講道館8段で、同評議員も務めている。

## 経歴

### 柔道指導者への道
長野県屋代高校時代に本格的に柔道を始めて、3年生の時に軽量級の県王者となった。
上京して東京教育大学体育学部武道学科に進学し、得意技の背負投を武器に同大では3年生から団体戦のレギュラーにもなって全日本学生優勝大会等の主要大会に出場したほか、個人戦では3年生で東京学生選手権70kg級で3位、主将となった4年次には準優勝を果たしている。
1971年3月に大学を卒業後は千葉市の県立千葉工業高校で教員となり、同校柔道部にて指導を行う傍ら週末の2日間は母校・東京教育大でコーチを行う生活を3年間続けた。当時の柳沢の夢は柔道専門家ではなく高校の校長になる事で、周囲の教員仲間にもそれを公言していたという。
しかし東京教育大がつくば市に移転して筑波大学となると、柳沢は1974年に同大に移って技官（準研究員）に身を転じ、柔道部のコーチを任ぜられた。後に山口香や楢崎教子、谷本歩実ら女子の世界王者を輩出し名門として名を馳せる事となる筑波大学だが、当時は女子部員はおらず男子部員のみであった。
3年間筑波大学で柔道部の土台を築き上げた後に電気通信大学へ転勤となり保健体育科の教授に着任、同時に講道館国際部と女子部の指導員も務めた。
この頃、海外では女子の柔道人口が増え始めて国際柔道連盟が女子の世界選手権開催を決定し、本家の日本としてもこれに呼応する形で1979年に全日本柔道連盟が女子強化に本腰を入れ始めると、当時ブラジルに派遣されて半年間ナショナルチームの指導を行っていた柳沢は帰国早々に国際部指導員の大沢慶己から女子の強化コーチを依頼された。当時の柳沢は31歳で指導員の中では一番若く、また体育専攻学部の無い電気通信大では時間を作りやすいであろう事が表向きの理由だったが、実際には「誰も引き受ける人間がいないから」であったという。突然の打診に柳沢も「面食らった」と述べている。
否応無しに女子強化コーチとなった柳沢だったが、当時の女子柔道の地位は極めて低く、多くの男性コーチは肩書に女子コーチと付記されるのすら嫌がっていた。事実、1983年の第1回福岡国際女子選手権のパンフレットでも“女子強化コーチ”は柳沢のみで、他の女子コーチ達は“特別強化コーチ”の肩書であった。
当時の日本で柔道を修行する女性は競技よりも行儀見習いに主眼を置く風潮があり、連続乱取をするスタミナなど望むべくもなく、時には女子道場生が座礼の時に「先生、ご機嫌よろしゅうございます」と言えば、女性の指導員も「ご機嫌よう」と返す有様だったという。柳沢は「私も“ご機嫌よう”と言うわけにもいかないので、“おぉ…”なんて曖昧な返事をしていた」と述懐している。
永らく国内で女子の試合は禁止されていた事もあり、1978年に開催された日本で最初の女子公式大会となる全日本選抜体重別選手権へのエントリーは予選を含めて全国でわずか128人、下は中学生から上は37歳の主婦まで出場するという時代であった。
行儀見習いから世界と戦えるレベルにまで鍛えるべく、柳沢はまずバレーボールや体操の指導者に精力的に相談し、また指導法や練習法についての文献を読み漁った。女子の強化選手達には練習や試合の記録と反省を自らレポートに残して自分の柔道を深く考えさせるよう導き、厳しい練習と緊密なコミュニケーションを以って、女子柔道は柳沢の元で確かな一歩を歩み始めた。

### 悲願の金メダル
1977年に講道館で女子柔道の指導を始めてから約3年 - 1980年にニューヨークで第1回世界選手権が開催されると、本家の日本から乗り込んできたという事で日本選手団は世界から注目を集めたが、結果は見事な惨敗であった。8階級のうち重量級を除く7階級にエントリーした日本だったが、軽軽量級の山口香が銀メダルを獲得（それでも決勝戦では相手の腕挫十字固にいとも簡単に降参をするという試合内容であった）したのみで4人が1回戦敗退を喫し、翌日の新聞にも「お家芸、形なし」と書き立てられている。
試合内容もさる事ながら、試合中に道衣の乱れを直す際、日本選手達は審判の“待て”の号令も掛かっていないのに相手に背を向けて裾を直すシーンすらあり、これにはさすがの柳沢も驚かさせられた。大会後には団長の大沢と途方に暮れ「これじゃ日本に帰れない」と嘆き合ったという。
2年後、1982年のフランス国際大会では柳沢が強化委員会に頼み込む形で2選手を出場させて貰ったが、結果は2人合わせて4戦4敗。男子柔道は国際大会に出たら金メダルを獲って帰ってくるのが当然の時代、強化委員会では「女子柔道の強化は金をドブに捨てるようなもの」とも揶揄されていただけに、またも大沢と共に頭を抱える事となってしまった。結局、身銭を切って強化委員会の諸先生にフランス製のボールペンを土産として買って帰る事で何とかごまかし乗り切った。
しかし一方で、世界選手権とフランス国際大会で味わった大敗の悔しさが、柳沢を女子柔道の指導・強化へのめり込ませる事にもなっていった。
1984年にウィーンで開催の第3回世界選手権で山口香が軽軽量級を制して、日本女子柔道史上初めての金メダルを獲得すると、帰りのJALの飛行機ではお祝いの機内アナウンスが流れシャンパンが振る舞われた。帰国すると記者会見も用意されており、「これがメダルを獲る事なんだとしみじみ嬉しくなった」「女子柔道が認知された瞬間だと思った」と柳沢。
以降はマスコミの取材も増え、更に1986年には漫画『YAWARA!』の連載が始まると、女子柔道は人気を博し空前のブームとなった。こうなると選手達の練習にも俄然熱が入り、いつしか“女子強化コーチ”の肩書は柳沢にとって誇りにすらなっていった。
次いで、監督として臨んだ1988年のソウル五輪では女子は公開競技ながら出場した5人全員がメダルを獲得し、中でも中量級の佐々木光が過去3度世界王者に輝いたフランスのブリジット・ディディエを棄権勝で降して金メダルを獲得。男子の金1、銀0、銅3という成績に対し女子は金1、銀1、銅3とこれを上回り、柳沢と選手達の努力が実を結んでその実力が証明された大会ともなった。
ただし柳沢はこの結果にも浮かれる事無く、五輪後も選手には前述の反省レポートを書かせており、そのレポートでは選手達の感激と感謝の気持ち、そして更なる精進への決意が滲み出ていたという。
このように益々人気を博した女子柔道だったが、一方で選手達の受け皿という点で問題を抱えていた。当時は男子のように実業団の柔道部があるわけでもなく、女子選手達は一生懸命練習しても生活ができないという当時の状況を打開すべく、柳沢は民間企業のほか警察や自衛隊も駆けずり回った。その結果、企業として応援するスポーツを探していた住友海上火災保険（現・三井住友海上火災保険）と思惑が一致し、ここに柔道部が創設されて女子柔道史の新たな一歩となった。
柳沢は当時強化委員長の神永昭夫から、またも「他にやる人間がいない」という理由で住友海上火災の監督に任命され、全柔連の女子強化副部長と電気通信大学教授を兼務しての多忙にも拘らず柳沢はこれを快諾した。

### 女子柔道実業団の立役者に
当初は自前の専用道場もなく出稽古が中心、初年度の部員は持田典子1人という状況で始まった住友海上柔道部だったが、翌年には外国人2人を含む10人が入部するなど軌道に乗り始めると、柳沢は1日24時間を女子柔道のために尽力し汗を流した。
1996年7月23日にはアトランタ五輪の軽中量級に出場した教え子の恵本裕子が快進撃を続け、日本女子柔道史上初めての五輪での金メダルを獲得。奇しくも柳沢49歳の誕生日であった。
新聞記者から「（金メダルは）永年やってきたプレゼントですね」と問われた柳沢は、当時の心境を「金メダルそのものの嬉しさよりも、女子柔道もついにここまできたか」と感無量の想いに浸ったと語っている。
その後も同社柔道部からはシドニー五輪に上野雅恵を送り、アテネ五輪では横沢由貴が銀メダル、上野雅恵が金メダル、北京五輪では上野雅恵が2連覇を達成したほか中村美里が銅メダルを獲得しており、三井住友海上火災を女子柔道の名門実業団に育てた柳沢自身も理論派の名伯楽としてその名を知られた。
田村亮子などスター選手の台頭もあって男子に引けを取らない人気を博した女子柔道だが、一方で柳沢は「（最近の選手達が）強ければいいと思っているフシがあるが、柔道人から礼法を取ったらただの野蛮人」「特に女子選手にはそうはなってほしくない」と戒め、柔道以外では“女らしく”を心掛けて道場以外では柔道をやっているような振る舞いや服装をさせないよう指導している。
同時に、母親が柔道の良さを知って娘にやらせたいと思い、父親もごく自然な形で理解を示すような“柔道”を理想とし、指導者達に対しても、「おい」「こら」など親から娘を預けても大丈夫かと疑念を抱かれるような指導は慎むべきと説く。2013年に女子強化選手への暴力問題が明るみに出た際には「以前は選手を“使う”と表現しても怒られた」「今の強化委員はみんな辞めた方がいい」とバッサリ断罪した。
自身が電気通信大学の教授（のち名誉教授）を務めていた関係で、選手育成の一環で柔道に使う筋肉を鍛えるために10台以上のトレーニングマシーンを開発し、うち2台は特許も取得している。選手達からアイディアを募り、時にはネーミング選考会も実施して「どすこいバー」「スクワッショい」といったユニークなマシンが生まれた。「柔道はやっぱり面白くなきゃね」と柳沢は語る。2002年にはアテネ五輪での金メダル獲得を目指して知能機械工学科の学生らと共にプロジェクトチームを立ち上げるなどした。
また、選手の成長には発想力が必要で教養こそがその土台になるとの持論から、現在の三井住友海上火災保険柔道部員達には海外選手とのコミュニケーションを図れるようにとの目的で週1回英会話の授業を設けており、このほか漢字や時事問題、運動生理学や情報管理に至るまで試験を義務付けていて別名“三井住友大学”の異名を取る。柔道の選手生活が終わってからの人生の方が長い事を踏まえ、引退後も会社に残って仕事が続けられるようにとの配慮からであり、そこには単に柔道指導者という枠に納まらず人生の教育者としての柳沢の顔が見え隠れする。
女子スポーツの発展に多大なる貢献を認められ、2012年度の第3回日本スポーツ学会大賞を受賞。